# Myadestes obscurus
El solitario omao (Myadestes obscurus) es una especie de ave paseriforme de la familia Turdidae endémica de la isla de Hawái. Está estrechamente relacionado con los otros túrdidos endémicos de las islas de Hawái: el solitario kamao, el solitario olomao y el solitario puaiohi. Se distribuye principalmente en las selvas tropicales de las regiones del este y sureste de la isla Mayor. La población se estima en aproximadamente 170 000 aves, por lo que es el más común de los solitarios hawaianos. Al parecer tiene una población estable, pero debido a que la población total se encuentra en un área de distribución pequeña y es endémica de una sola isla, se considera vulnerable.

## Hábitat

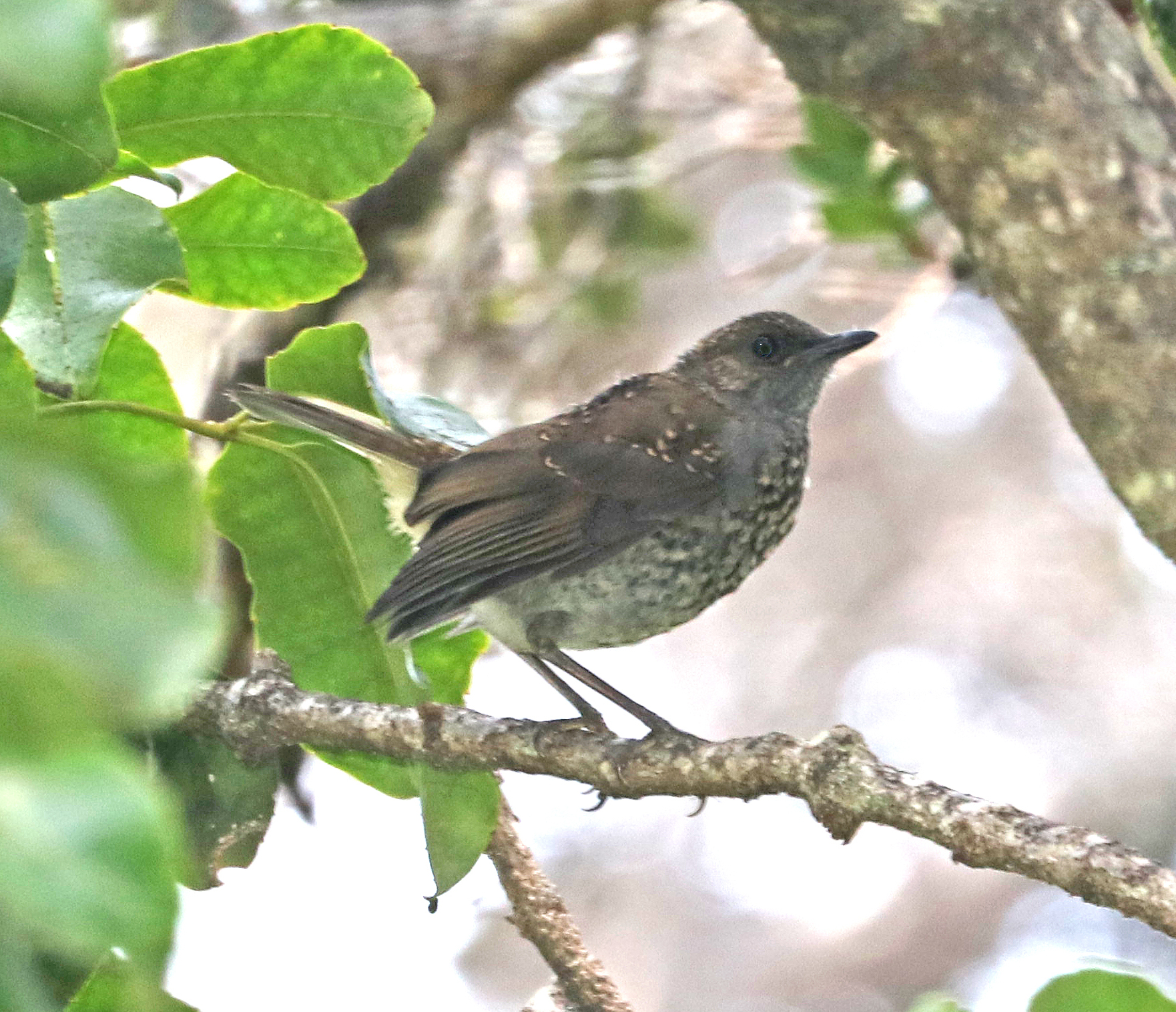
Ejemplar inmaduro

El solitario omao en el pasado vivía en la mayor parte de la tierra de Hawái. Hoy en día está restringido a las laderas sur y este de la isla, sobre todo por encima de los 1000 metros sobre el nivel del mar, del 25 al 30 por ciento de su hábitat ancestral. Su hábitat preferido es el bosque tropical, pero se puede encontrar en los matorrales altos de Mauna Loa. Entre sus árboles preferidos se incluyen el ʻōhiʻa  y koa. Evita las zonas con tacso amarillo (una vid invasora). En las elevaciones más bajas, parece estar ganando una resistencia natural a la malaria aviar. Las amenazas a esta especie son la destrucción de su hábitat, el desarrollo del turismo y la agricultura, la depredación por animales salvajes introducidos (principalmente ratas, gatos y mangostas), planta invasoras y el ganado asilvestrado como cabras y cerdos.
La especie ha sido ayudada por varias acciones de conservación. Estos incluyen la eliminación de cerdos de varias áreas en la década de 1990, como en el refugio de vida silvestre Hakalau y el control de ratas, gatos y ungulados.
El 'ōma'o fue descrito por primera vez a la ciencia occidental en 1789 por Gmelin.